# Zloćudni rak kestenjače
Zloćudni rak kestenjače ili karcinom prostate (MKB10 C61) je jedan od najčešćih  zloćudnih (malignih)  tumora kod muškaraca koji može da daje udaljene metastaze. Po smrtnosti u muškoj populaciji, spada u sam vrh najčešćih karcinoma zajedno sa bronhopulmonalnim i kolorektalnim karcinomom. U najvećem broju slučajeva, manifestuje se u obliku adenokarcinoma, mada nije isključena njegova pojava (doduše retko) kao planocelularnog karcinoma, ali veoma retko. Dakle, u pitanju je maligni tumor koji nastaje u prostati i može da daje udaljene metastaze.
Pojedini epidemiološki podaci ukazuju na to da za nastanak karcinoma prostate postoji i genetska predispozicija. Takođe, gojaznost i prekomerno unošenje masti životinjskog porekla takođe su neki od značajnih faktor rizika u nastanku ovog karcinoma. Mada postoje i teorije o hormonalnom okidaču, kao uzroku karcinoma (jer se on ne razvijaju kod evnuha, a i pokazuju smanjenje ukoliko dođe do androgene ablacije), kao i neke nedovoljno potvrđene o infekcijama (bakterijski prostatitis i neke virusne infekcije izazvane virusom herpesa, humanim papiloma virusom, citomegalovirusom), kao mogućem uzroku.

## Epidemiologija
U razvijenim zemljama karcinom prostate čini 15% karcinoma muškaraca dok je u zemljama u razvoju taj broj niži (4%). U okviru Evrope takođe postoje velike regionalne razlike u stopi incidencije karcinoma prostate. Studije obdukcijskog materijala su pokazale da je u većini populacija sveta prevalencija raka prostate u muškaraca iznad 50. godine života dosta konzistentna ∑ između 15 i 30%. Pretpostavlja se da su faktori inicijacije karcinogeneze u načelu
slični, a da različitost postoji u stopama javljanja ili progresije bolesti.
Karcinom prostate predstavlja jednu od najčešćih neoplazmi u humanoj medicini zajedno sa bronhopulmonalnim i kolorektalnim karcinom. Zadnjih godina zauzima prvo mesto po učestalosti (17-21%) i drugo mesto po smrtnosti među svim karcinomima u SAD ali i sve više i u Evropi. Karcinom prostate svake godine bude otkriven kod 181.000 muškaraca u SAD, a u 2016. godini od ovog malignog tumora umrlo je njih 26.000. Prosečna starost obolelih je 66 godina, jer bolest retko napada muškarce mlađe od 40 godina.
Nedavno istraživanje u SAD pokazalo je i da se između 40 i 50 odsto muškaraca obolelih od raka prostate radije odlučuje za aktivni nadzor bolesti, a Američko društvo za rak navelo je da većina pacijenata ne umire jer bolest napreduje veoma sporo, ali da u nekim slučajevima može biti smrtonosna. Na ovo ukazuju utvrđene činjenice da rak prostate ima malo verovatnoću da mu obolela osoba podlegnu u narednih 10 godina, bez obzira na to da li su podvrgnuti operaciji ili radioterapiji, pokazala je studija objavljena u SAD. Pacijenti pod aktivnim nadzorom imali su veći rizik od metastaziranja tumora, ali je stepen njihove smrtnosti bio samo neznatno veći od smrtnosti izazvane drugim vrstama tumora ili bilo kojim drugim faktorom.
U Srbiji se svake godine registruje 2.500 do 3.000 novootkrivenih slučajeva karcinoma prostate, prema podacima Instituta za javno zdravlje „Batut” iz Beograda: Posle raka pluća, on je najčešći malignitet kod muškaraca u Srbiji, a treći uzrok smrti, kada su u pitanju maligne bolesti (posle raka pluća i debelog creva). Godišnje od ove vrste raka umre blizu 800 muškaraca. Praktično, rak prostate je za muškarce ista „pošast” (i rizik) kao što je tumor dojke kod žena.

## Etiopatogeneza
Tri dobro poznata faktora rizika za nastanak karcinoma prostate su: starenje, etnička pripadnost i genetska predispozicija. Klinički podaci ukazuju da egzogeni faktori rizika kao što su dijeta, seksualno ponašanje, konzumiranje alkohola, izloženost ultravioletnim zracima, profesionalna izloženost takođe igraju značajnu ulogu u nastanku karcinoma prostate.
- Patohistološke promene kod zloćudnog raka kestenjače
- Normalna kestenjača
- Intarepitelna neoplazija kestenjača(PIN)
- Karcinom acinusnog tipa
- Diferencirani karcinom
- Metastaza kostiju i mekog tkiva u karcinomu kestenjača sa imunohistohemijskim dokazima PSA ekspresije (braon)

TNM kalsifikacija karcinoma prostate.
| T – Primarni tumor           | - Tx – primarni tumor se ne može odrediti - T0 – nije utvrđeno postojanje primarnog tumora                                                           | |
| T – Primarni tumor           | - T1 – tumor bez kliničkih manifestacija, nepalpabilan niti vidljiv imidžing tehnikama                                                               | - T1a – incidentno otkriven tumor u manje od 5% resekovanog tkiva - T1b – incidentno otkriven tumor u više od 5% resekovanog tkiva - TT1c – otkriven biopsijom zbog >PSA |
| T – Primarni tumor           | - T2 – intraprostatični karcinom (unutar kapsule) | - T2a – do polovine jednog lobusa - T2b – više od polovine jednog lobusa - T2c – u oba lobusa                                                                            |
| T – Primarni tumor           | - T3 – karcinom sa lokalnom ekstraprostatičnom ekstenzijom                                                                                           | - T3a – unilateralna ili bilateralna ekstrakapsularna ekstenzija - T3b – invazija semenih kesica                                                                         |
| T – Primarni tumor           | - T4 – tumor je fiksiran ili zahvata okolne strukture pored semenih vezikula: spoljašnji sfinkter, rektum, m. levator ani i/ili zid karlice          | |
| N – regionalne limfne žlezde | - Nx – regionalne limfne žlezde se ne mogu odrediti - No – bez zahvatanja regionalnih limfnih žlezda - N1 – metastaze u regionalnim limfnim žlezdama | |
| M – Udaljene metastaze       | - Mx – udaljene metastaze se ne mogu odrediti - Mo – bez udaljenih metastaza - M1 – postoje udaljene metastaze                                       | - M1 – prisustvo udaljenih metastaza - M1a – ekstraregionalne žlezde - M1b – metastaze u kostima - M1c – drugi organi                                                    |

Entitet raka prostate nije lako interpretirati; on se sastoji od tri različite komponente:
- klinički rak prostate (simptomatski slučajevi kod kojih je moguća klinička dijagnoza),
- okultni rak prostate (primarna lezija ostaje mala ili skrivena, ali se klinički manifestuje metastazama) i
- latentni rak prostate (sa klinički neprepoznatljivim znacima i simptomima). Ovaj oblik najčešće je neočekivani nalaz pri transuretralnoj resekciji prostate zbog benigne hiperplazije prostate ili se otkrije selekcijom kodu asimptomatskih bolesnika.[9]

## Faktori rizika
Faktori rizika za karcinom prostate zasad nisu sasvim poznati i zbog toga nije moguće delovati preventivno na razvoj ove bolesti. Među mnogobrojnim faktorima za koje se pretpostavlja da mogu biti uzrok bolesti za sada se najviše spominju: starost, rasna pripadnost i porodična predispozicija.
Starost
Starost bolesnika je najvažniji faktor rizika za razvoj karcinoma prostate. Od karcinoma prostate retko boluju muškarci mlađi od 40 godina, a incidencija raste nakon 60-te godine starosti sa maksimumom oko 80. godine života. Rizik oboljevanja od karcinoma prostate obrnuto je proporcionalan starosti bolesnika i nezavistan je od faktora sredine, pušenje, pijenje alkohola i fizička aktivnosti. Upravo zbog toga što se radi o mlađoj muškoj populaciji, preporučljivo je započeti dijagnostiku za karcinom prostate već sa 40 godina starosti.
Rasne razlike
Najveći rizik za obolijevanje imaju Afro-Amerikanci koji imaju 1.6 puta veću incidenciju karcinoma uz 2.5 puta veći mortalitet nego populacija bele rase u Severnoj Americi. Muškarci koji su se preselili iz zone niske incidencije u zonu visoke stope incidencije imaju istu rizik kao i muškarci u mestu dolaska.
Azijati imaju najmanji rizik za oboljevanje što se pokušava objasniti drugačijom ishranom. Testosteron direktno stimuliše rast normalnih ćelija tkiva prostate i ćelija raka prostate. Poznato je da evnusi ne oboljevanju od karcinoma prostate, ukoliko su kastrirani pre puberteta, a takođe se bolest retko javlja kod bolesnika sa hiperestrinizmom zbog ciroze jetre.
Ishrana
Brojne studije ukazuju na to da povećani unos masti životinjskog porekla i crvenog mesa povećava rizik za nastanak karcinoma.
Jugoistočni Azijati tradicionalno konzumiraju soju koja sadrži značajnu količinu fitoestrogena, a upravo ta populacija ima najnižu stopu karcinoma prostate u svetu.
Faktori koji deluju protektivno su likopen i karotenoidi iz paradajza i šargarepe.
Genetska predispozicija
Kod karcinoma prostate opisane su različite hromozomske abnormalnosti. Najčešće se javljaju adicije na hromozomskim lokusima 1q, 2p, 7q, 8q, 18q i Xq, a delecije na 1p, 6q, 8p, 10q, 13q, 16q i 18q.
Smatra se da je 5-10% karcinoma prostate primarno izazvan visoko rizičnim naslednim genetskim faktorima. Rezultati studija ukazuju da muškarac ima 3,3 puta veću verovatnoću za razvoj karcinoma prostate ukoliko je u porodici brat ili otac bolovao od karcinoma prostate.

## Klinička slika
Karcinom prostate ne daje ni jedan specifičan simptom (jer su simptomi karakteristični za više oboljenja prostate, ne samo za karcinom) – u tome i leži njegova podmuklost i skrivena opasnost. Kako je karcinom prostate najčešće spororastući tumor, osim kod muškaraca mlađe životne dobi većina karcinoma prostate dijagnostikuje se u asimptomatskom stadiju na osnovu povišene vrijednosti PSA koja zatim indicira biopsiju prostate.
Među najznačajnijim simptomima karcinoma prostate su:
- učestalo urgentnog mokrenja sa oslabljelim mlazom mokraće.
- noćno mokrenje,
- lažni nagon za mokrenjem
- promena jačine mlaza,

Iako su to nespecifični simptomi koji se javljaju i u bolesnika s benignom hiperplazijom prostate, simptomi kod karcinoma prostate se vremenom intenziviraju. Prre otkrića PSA, pacijenti sa karcinomom prostate sa simptomima urinarne retencije, bolovima u leđima i hematurijom, najčešće su bili znaci uznapredovale bolesti.

## Komplikacije i širenje tumora
Najčešće komplikacije su potpuna retencija urina, urinarne infekcije, kalkuloza i insuficijencija bubrega. Periferno locirani karcinomi prostate imaju tendenciju širenja perineuralnom invazijom.
Ekstraprostatično širenje tumora se javlja posteriorno i posterolateralno. Vrlo se retko karcinom prostate direktno širi u rektum zbog prepreke koju čini Denonvillierova kapsula. Direktno zahvatanje semenih vrećica je najznačajniji faktor rizika za pojavu udaljenih metastaza i smrti od karcinoma prostate.
Uznapredovali karcinom posledica je lokalnog širenja, limfogenih i hematogenih metastaza. Karcinom prostate ima posebnu predilekciju metastaziranja u kosti, a osim toga metastazira i u pluća, jetru i mozak.
Manifestacija metastatskog karcinoma prostate može biti gubitak telesne mase i gubitak apetita, anemija, bol u kostima sa ili bez patološke frakture te neurološki simptomi zbog kompresije na kralježničnu moždinu. Kao posledica venske ili limfatične opstrukcije javljaju se edem nogu ili bol u nogama.
Uremični simptomi mogu se pojaviti zbog opstrukcije uretera uzrokovane lokalnim rastom prostate ili kao posledica metastaza u retroperitonealne limfne
čvorove.

## Klinička slika
Klinička slika može biti u ranom stadijumu bolesti prostate potpuno odsutna da bi potom dominirali opstruktivni simptomi (dizurija, nokturija, slabljenje jačine mlaza i tanji mlaz) koji nisu specifični samo za karcinom prostate već i za njen dijagnostički pandan benignu hiperplaziju prostate (skraćeno BPH) i druga subvezikalna opstruktivna oboljenja.
U terminalnoj fazi karcinoma prostate kliničkom slikom dominiraju znaci metastatske bolesti kao što su bolovi u koštanom sistemu gde su najčešće metastaze, zatim opšti znaci slabosti, gubitka telesne težine, anemija.
Zbog ovakve kliničke slike bolest se najčešće otkrivala ili u završnoj fazi metastatske bolesti ili akcidentalno u pokušaju hirurškog lečenja BPH.

## Dijagnoza
Većina slučajeva raka kestenjače dijagnostikuje se u asimptomatskoj fazi. Promene u kestenjači otkrivene rektalnim pregledom i abnormalni nivoi PSA su osnovne pretpostavke za izvođenje transrektalne biopsije kestenjače, tokom koje se prikuplja tkivni materijal za histopatološki pregled, što je osnova za postavljanje dijagnoze karcinoma kestenjače.
U dijagnozi karcinoma prostate koristi se dijagnostički algoritam koji podrazumeva:
- utvrđivanje kliničke slike,
- digitorektalni pregled prostate (DRE; RT),
- određivanje vrednosti serumskog PSA,
- biohemijske analize,
- scintigrafija skeleta,
- kompjuterizovana tomografija i magnetna rezonanca,
- transabdominalni ultrazvučni pregled,
- transrektalni ultrazvučni pregled (TRUS ) i
- transrektalnu ultrazvukom vođenu biopsiju prostate.

Do početka primene određivanja prostata specifičnog antigena skraćeno (PSA) od 1980-ih godina koji se do danas dokazao kao najbolji marker za dijagnozu karcinoma prostate, sumnja na ovo oboljenje se postavljala na osnovu nespecifične kliničke skike i digitorektalnog pregleda. Cilj dijagnostike bez obzira na primenjenu metodu je da se dijagnostikuje što više karcinoma prostate onda kada postoje najveće šanse za uspešno izlečenje.

### Digitorektalni pregled
Digitorektalni pregled (skraćeno DRE) može sa velikom verovatnoćom ukazati na prisustvo karcinoma ali takođe ne u najranijoj fazi već sa sve većom specifičnošću što je bolest više odmakla. U stadijumu T1 karcinom prostate je nepalpabilan, a oni čine 20—25% svih karcinoma prostate. „Detection rate“ ako se koristi samo DRE je nizak i iznosi samo 0,8—1,4%. Sa druge strane 50% suspektnog nalaza DRE ne predstavlja karcinom prostate već su biopsijom nađeni inflamatorni procesi: kalkuloza prostate, granulomatoza ili tuberkuloza. Dijagnostička tačnost DREa se procenjuje na 50-75% .

### Biohemijske analize
Biohemijske analize, sem donekle kisele prostatične fosfataze i alkalne fosfataze, nisu bile od pomoći kod dijagnostikovanja karcinoma prostate.

### Ultrazvučna dijagnostika
Transabdominalni ultrazvuk daje pouzdane informacije samo o veličini prostate ali tek delom o njenoj strukturi. Posredno je mogao da izazove sumnju na karcinom kod jednostrane hidronefroze ako se isključe drugi uzroci kao kalkuloza, tumor uretre, stenoze i drugi ređi uzroci.
Transrektalni ultrazvuk (енгл. „transrectal ultrasound“ (TRUS)) daje bolju i precizniju sliku prostate pošto sondu od prostate deli samo zid rektuma. Takođe, procena volumena prostate je preciznija kod ovog načina izvođenja ultrazvučnog pregleda kada uočavamo zonalnu arhitektoniku u građi prostate4 ili lezije u perifernoj ili tranzitornoj zoni. Ove lezije kod karcinoma prostate mogu biti hipoehogenog izgleda što je najčešće (70%) ali takođe i izoehogene (31-39%), ili hiperehogene (1%). Uočavamo simetričnost u obliku prostate, odnosno da li neki režanj ili njegov deo prominira i menja oblik prostate. Procenjuje se da li postoji ekstrakapsularno širenje procesa bilo u okolinu prostate ili u semene kesice ili vrat mokraćne bešike. U T1 stadijumu, koji je nepalpabilan, karcinomske lezije se TRUS-om vizualizuju kod oko 13% pacijenata.
Kod određivanja ekstrakapsularne invazije TRUS nije pokazao bolje rezultate od DRE.
Ultrazvučni aparati koji daju 3D sliku povećavaju senzitivnost i specifičnost ovog dijagnostičkog postupka. TRUS sa Doplerovim efektom koji pokazuje zone pojačanog protoka krvi u perifernoj zoni prostate može sa većom sigurnošću ukazati na kancerske lezije. Još veća senzitivnost i osetljivost se postiže kombinovanjem, aplikacije kontrasta u krvotok i kolor-dopler ultrazvuka kada se ta metoda naziva „Power-Doppler“ ultrazvuk.

### Kompjuterizovana tomografija i magnetna rezonanca
Kompjuterizovana tomografija (skraćeno CT) ima mali značaj u gradiranju pacijenata sa malim i srednjim rizikom a pokazuje veći dijagnostički značaj u T3 i T4 stadijumu. Veću dijagnostičku vrednost ima magnetna rezonanca - MRI a pogotovu endorektalni MRI i MRS (spektroskopija magnetnom rezonancom).
Veliku specifičnost i senzitivnost ima i PET skener sem kod niskih vrednosti PSA ispod 5 ng/ml.

### Scintigram skeleta
Scintigram skeleta se koristi za otkrivanje koštanih metastaza a izvodi se ukoliko je PSA iznad 15 ng/ml.

### PSA
Tek sa širom kliničkom primenom prostata specifičnog antigena (skraćeno PSA) moglo je sa većom pouzdanošću postaviti sumnju na prisustvo karcinoma prostate. Sa druge strane, uvođenjem ovog tumorskog markera nastala je i od mnogih nazvana tzv. „era terora PSA“ pošto svako uvećanje vrednosti PSA iziskuje dodatno angažovanje pacijenta dodatno vreme i dodatna materijalna sredstva da bi se dokazalo da ta elevacija PSA ne predstavlja i prisustvo karcinoma prostate.
U cilju povećanja pouzdanosti ovog tumorskog markera uvedeni su razni derivati PSA kao što su PSAD („PSA densiti“) koji ukazuje na značaj veličine prostate pošto veća prostata stvara više ovog enzima, PSA-Tz („PSA tranzitory zone“), „PSA velocity“ koji prati povećanje PSA u vremenskom intervalu, indeks „PSA free/PSA total“ - odnos slobodnog i ukupnog PSA koje nam bliže govori o prirodi povišenja ovog biomarkera. U kliničkoj praksi najčešće se koristi odnos slobodnog i totalnog PSA. Granična vrednost je prvo bila 0,15 odnosno 15% pri čemu su vrednosti iznad 0,15 su išle u prilog benignog oboljenja a ispod ove vrednosti su ukazivale na malignitet. Sada je ova granica podignuta na 0,2 ali i na 0,25.
PSA treba rutinski raditi kod muškaraca starijih od 50 godina a kod pozitivne porodične anamneze počev od 40.godine. Gornja granica uzeta kao najbolji odnos senzitivnosti specifičnosti je 4 ng/ml. Ipak i kada je PSA ispod 4 ng/ml kod 10—20% biopsija prostate može biti pozitivan. Poseban problem predstavlja „siva zona“ odnosno vrednosti PSA od 4,1—10 ng/ml gde su senzitivnost i specifičnost 57% i 68%, a generalna senzitivnosti i specifičnost ovog tumorkogmakera su 80% i 30%.7 Odnos slobodnog i totalnog PSA (f/tPSA) ima veću specifičnost uz istu senzitivnost. Pojedini autorigraničnu vrednost za totalni PSA kod mlađih pacijenata spuštaju na 3 ng/ml a drugi idu još dalje pa biopsiju prostate rade kada vrednost ukupnog PSA prelazi 2,5ng/ml.

### Biopsija prostate
Glavne dileme koje mora da reši urolog koji želi da dijagnostikuje ili isključi postojanje karcinoma kestenjače, su:
- kada uraditi biopsiju prostate,
- koliko puta uraditi ponovnu biopsiju kestenjače kod negativnog prethodnog nalaza,
- kada ponoviti biopsiju, pre nego što se isključi maligno oboljenje kestenjače,
- koliki je optimalni broj iglenih uzoraka,
- sa kojih mesta uzeti uzorak, pri izvođenju biopsije kestenjače.

Indikacije za biopsiju prostate
Prema dosadašnjim saznanjima biopsiju prostate bi trebalo raditi:
- kada je PSA iznad 4 ng/ml odnosno iznad 3 ng/ml kod mlađih bolesnika,
- kada postoji abnormalnost kod rektalnog tušea
- kada postoji abnormalnost kod transrektalnog ultrazvuka
- kada postoji abnormalnost kod više dijagnostičkih procedura a klinička slika je nejasna.

## Terapija
Terapijske mogućnosti za pacijente sa karcinomom prostate dele se u kliničkoj praksi na osnovu stejdžinga i dijagnoze. Obzirom na nedostatak randomizovanih kontrolisanih studija o karcinomu prostate ne može se dati prednost ni jednoj terapijskoj opcija. Bez obzira na to na osnovu sadašnjih saznanja iz literalurnih napravljene su preporuke koje su prezentovane u nastavku teksta. Na izbor lečenja utiče više faktora: starost pacijenta, opšte stanje organizma, stanje srca i pluća, stadijum razvoja tumora kao i stepen maligniteta, neželjeni efekti i moguće komplikacije različitih načina lečenja...
Terapija intraprostatičnih tumora
Kod intraprostatičnih tumora terapija se zasniva na:
- Praćenju toka bolesti (ne preduzima se ništa, već se stanje redovno prati kroz redovne kontrole)
- Radikalna operacija prostate (uklanjanje kompletne prostate posebnom hirurškom intervencijom)
- Terapija zračenjem

Terapija tumora u uznapredovalom stadijumu
Kod uznapredovalog stadijuma tumora terapija se zasniva na:
- Endokrina terapija (koja ima za cilj da smanji dejstvo muških polnih hormona koji stimulišu rast tumora, a to se postiže operacijom — uklanjanjem testisa ili lekovima)
- Primeni više kombinovanih metoda

### Hirurško lečenje
Lečenje raka prostate najčešće obuhvata hirurški pristup koji podrazumeva radikalnu prostatektomiju (odstranjivanje čitave prostate), koja se može obaviti primenom više pristupa. Ukoliko je dijagnoza postavljena na vreme, prognoza je dobra kod oko 85% pacijenata.
Laparoskopska prostatektomija
Laparoskopska prostatektomija ili radikalna laporoskopska prostatektomije (skraćeno RLP) je minimalno invazivna hirurška urološka procedura koja podrazumijeva, kao i kod otvorene operacije; uklanjanje cele prostate sa tumorom, semenih kesica i rekonstrukciju uretre direktno na vrat mokraćne bešike. Ova intervencija spada u najteže urološke laparoskopske operacije.
Krivulja učenja ove metode je duga, prema objavljenim studijama tek se nakon stotinak operacija postižu rezultati uporedivi ss onima kod otvorenih operacija. U novijim studijama učestalost pozitivnih rubova i impotencije približava se rezultatima objavljenim kod otvorenih operacija. Također su uporedivi i rani onkološki rezultati; učestalost biohemijskog recidiva bolesti podjednaka je onoj kod otvorenih operacija. Ipak, prednosti laparoskopske radikalne prostatektomije u odnosu prema otvorenoj operaciji nisu tako jasno izražene kao što je kod laparoskopskih uroloških operacija gornjeg dela urinarnog trakta.

### Radioterapija
U lečenju se najčešće primjenjuju; konformalna (3D) radioterapija i brahiterapija koje gotovo jednako daje dobre rezultate kao i hirurško lečenje.
Radikalna radioterapija je alternativa hirurškom lečenju kod lokalizovanog oblika karcinoma prostate. Lečenje radioterapijom pokazalo je dobre rezultate, ali u poređenju sa radikalnom prostatektomijom još uvijek daje nešto slabije rezultate.
Radioterapija spoljašnjim snopom
Danas se pretežno primjenjuje radioterapija spoljašnjim snopom (3D konformalna radioterapija) koja uz pomoć kompjuterskog softvarea integriše CT-slike pacijentove anatomije u trodimenzionalnom položaju u kojem se primjenjuje radioterapija prostate. Time je omogućena veća sigurnost pri određivanju ciljnih volumena karcinoma, veća pouzdanost prilikom primene doze zračenja za odabrano područje i manje ozračivanje okolnog tkiva.
Kod primene radioterapije spoljašnjim snopom postoji vrlo mali rizik od razvoja urinarne inkontinencije i striktura, a kratkoročno ova metoda čuva erektilnu funkciju kod većine pacijenata.
Nedostatak radioterapije spoljašnjim snopom je:
- dužina trajanja (8-9 nedelja),
- 50% pacijenata ima tegobe od strane creva,
- impotencija se vremenom pogoršava.[32]

Brahiterapija
U lečenju se primjenjuje i brahiterapija (ugradnja radioaktivnog izvora u tkivo prostate). Za tu namenu koriste se trajni implantati radioaktivnog joda (I-125) i paladijuma (Pd-103) kao i privremeni implantati iridijuma (Ir-192) koji postepeno gubeći radioaktivnost uništavaju ćelije karcinoma prostate.
Prednost brahiterapije je da se može primeniti u jednom danu i očuvanje erektilne funkcije u većem broju pacijenata nego što je to slučaj kod lečenih drugim metodama.
Salvage radioterapija
Ova vrste radioterapija je metoda koja se primjenjuje kod pacijenata koji razviju biohemijski relaps bolesti nakon radikalne prostatektomijer. Taj oblik radioterapije je jedini potencijalno kurativni oblik lečenja za bolesnike s porastom PSA nakon hirurškog lečenja. Novija istraživanja pokazuju da je najveća korist od salvage radioterapije kad se primjenjuje pri koncentraciji PSA manjoj od 1 ng/mL.

### Hormonska terapija
U toku su naučna ispitivanja brojnih terapijskih mogućnosti koje će verovatno predstavljati budućnost u lečenju karcinoma prostate, ali za sada zbog nedostatka dugotrajnijih epidemioloških studija, nije moguće reći ništa sa sigurnošću o njihovoj efikasnosti. Trenutno ova vrsta terapije se primenjuje kod:
Stadijuma T1a-T2c karcinoma prostate
- Kao samostalna terapija kod simptomatskih pacijenta, kojima je potrebna palijacija simptoma, koji nisu u kondiciji za kurabilni tretman. U ovoj terapiji primena anti andogena se ne preporučuje.
- Kao kombinovana terapija, koja kod pacijenata sa visokim rizikom, primenom neoadjuvantne hormonske terapije i konkomitantne hormonske terapija + radioterapija povećava ukupno preživljavanje bolesnika

Stadijuma T3-T4 karcinoma prostate
- Kod simptomatskih pacijenta, kod kojih je PSA > 25–50 ng/ ml. PSA „doubling time“ (DT) < 1 godine.

Stadijuma N+, Mo karcinoma prostate
- Kao standardna adjuvantna terapija nakon radioterapije - pre ili nakon radikalne prostatektomije kod pacijenata sa više od 1 pozitivnom limfnom žlezdom. Kod ovih bolesnika hormonska terapija se primenjuje kao monoterapija samo u pacijenata koji nisu u kondiciji za bilo koji drugi tretman.
- Kao kombinovana terapija bez standardnih preporuka

## Prevencija
Primarna prevencija
S obzirom na sadašnje nedovoljno poznavanje faktora rizika, perspektive za primarnu prevenciju karcinoma prostate su slabe.
Sekundarna prevencija
U sekundarnoj prevenciji kao metode izbora preporučuje se:
- godišnji preventivni digitorektalni pregled prostate,
- utvrđivanje nivoa prostata specifičnog antigena (PSA, ukupnog, a moguće je odrediti i vrednost slobodnog PSA - ∑ FPSA) kod muškaraca starijih od 50 godina.

Kod muškaraca sa povećanim rizikom za raka prostate sa preventivnim pregledima treba započeti u ranijoj životnoj dobi.

## Literatura
- Marija Strnad Epidemiologija raka prostate, Medix • Studeni 2005 • Godina XI • Broj 60 / 61,

## Spoljašnje veze
- (језик: енглески)

|  | Molimo Vas, obratite pažnju na važno upozorenje u vezi sa temama iz oblasti medicine (zdravlja). |